# Abu Dis
Abu Dis (arabisch أبو ديس Abū Dīs; Alternativschreibweise Abu Deis) ist eine Stadt östlich von Jerusalem, die unter der Verwaltung der Palästinensischen Autonomiebehörde steht. Die Stadt hat derzeit 11.672 Einwohner. Ihr antiker Name lautete Beit Phaig. Die Stadt liegt zwischen al-Aizariyya (auch al-Izzariyyah) im Norden und Sawahira asch-scharqiyya im Süden. Die israelische Siedlung Maʿale Adummim grenzt an Abu Dis im Osten.

## Geschichte und Gegenwart
Der UN-Teilungsplan für Palästina vom 1947 sah Abu Dis zusammen mit Jerusalem und Bethlehem als Teil des Corpus separatum von Jerusalem vor.
Der Großteil der Behörden und Büros der Palästinensischen Autonomiebehörde, die jerusalembezogen sind, befinden sich in Abu Dis, das in den letzten Jahren stetig an Bedeutung hinzugewonnen hat. Die Stadt ist daher auch als potentielle Hauptstadt eines zukünftigen Palästinenserstaates im Gespräch, z. B. im Trump-Friedensplan. Ferner befindet sich hier die al-Quds-Universität mit 4000 Studenten. Täglich pendeln etwa so viele Menschen in die Stadt, wie dort wohnen.
Abu Dis wurde und wird immer wieder als mögliche Hauptstadt eines palästinensischen Staates genannt, sollte der Ostteil Jerusalems unter israelischer Verwaltung bleiben. Im Oktober 2007 wurde eine mögliche Teilung Jerusalems medial propagiert, sowohl von Israels Vizepremier Chaim Ramon als auch durch Palästinenser-Präsident Mahmud Abbas.

## Persönlichkeiten
- Ahmad Qurai (1937–2023), palästinensischer Politiker (Fatah)
- Saeb Erekat (1955–2020), palästinensischer Politiker (Fatah)